# Vasil Kirkov
Vasil Kirkov (* 13. März 1999 in Assenowgrad, Bulgarien) ist ein US-amerikanischer Tennisspieler.

## Karriere
Kirkov spielte 2012 erstmals auf der ITF Junior Tour. Er konnte sich bis auf Rang 13 der Junior-Rangliste vorspielen, den er im Februar 2017 erreichte. Dabei konnte er bei den Junior-Grand-Slams Erfolge vor allem im Doppel vorweisen. 2015 erreichte er bei den US Open das Viertelfinale; genauso wie 2016 in Wimbledon. 2017 gelang ihm sein größter Erfolg, als er mit Danny Thomas das Finale der French Open erreichte, wo sie Nicola Kuhn und Zsombor Piros unterlagen.
Bei den Profis spielte er zum ersten Mal 2015 auf der drittklassigen ITF Future Tour. Im April 2016 gelang ihm dort der erste Halbfinaleinzug. Im August desselben Jahres verlor er in der ersten Runde der Qualifikation zu den US Open gegen Yannik Reuter genauso Anfang 2017 beim Masters in Miami gegen Lukáš Lacko, wo er immerhin einen Satz gewann. Für die Doppelkonkurrenz der US Open 2017 bekam er mit Danny Thomas eine Wildcard. Sie unterlagen zum Auftakt Oliver Marach und Mate Pavić mit 4:6, 2:6. Bislang konnte er sich für kein Turnier der ATP Challenger Tour oder ATP World Tour aus eigener Kraft qualifizieren.

## Erfolge
| Legende (Anzahl der Siege) |
| Grand Slam                 |
| ATP Finals                 |
| ATP Tour Masters 1000      |
| ATP Tour 500               |
| ATP Tour 250               |
| ATP Challenger Tour (10)   |

### Doppel

#### Turniersiege
| Nr. | Datum             | Turnier           | Belag     | Partner             | Finalgegner                          | Ergebnis          |
| --- | ----------------- | ----------------- | --------- | ------------------- | ------------------------------------ | ----------------- |
| 1.  | 8. Juli 2023      | Santa Fe          | Sand      | Matías Soto         | Ignacio Carou Ignacio Monzón         | 7:63, 6:2         |
| 2.  | 29. Juli 2023     | Salinas           | Hartplatz | Alfredo Perez       | Ángel Díaz Jalil Álvaro Guillén Meza | 7:5, 7:5          |
| 3.  | 20. Januar 2024   | Teneriffa         | Hartplatz | Luis David Martínez | Karol Drzewiecki Piotr Matuszewski   | 3:6, 6:4, [10:3]  |
| 4.  | 16. November 2024 | Kōbe              | Hartplatz | Bart Stevens        | Kaichi Uchida Takeru Yuzuki          | 7:67, 7:5         |
| 5.  | 15. März 2025     | Santiago de Chile | Sand      | Matías Soto         | Mateus Alves Luís Britto             | 6:4, 6:3          |
| 6.  | 22. März 2025     | Asunción          | Sand      | Matías Soto         | Guillermo Durán Mariano Kestelboim   | 6:3, 6:4          |
| 7.  | 30. März 2025     | Concepción        | Sand      | Matías Soto         | Seita Watanabe Takeru Yuzuki         | 6:2, 6:4          |
| 8.  | 10. Mai 2025      | Wuxi              | Hartplatz | Bart Stevens        | Ray Ho Matthew Romios                | 3:6, 7:5, [10:6]  |
| 9.  | 9. Juni 2025      | Heilbronn         | Sand      | Bart Stevens        | Jakob Schnaitter Mark Wallner        | 7:65, 4:6, [10:7] |
| 10. | 12. Juli 2025     | Braunschweig      | Sand      | Bart Stevens        | Alexander Merino Christoph Negritu   | 6:2, 6:3          |